# El juego del ahorcado
El Juego del Ahorcado è un film del 2008 di Manuel Gómez Pereira, con protagonista Clara Lago.

## Trama
1989, Girona. Un ragazzo e una ragazza si conoscono e amano fin da bambini. Quando la ragazza, un giorno, viene violentata e uccide il violentatore per difesa, inizia una spirale di segreti e reciproci sospetti che condurranno la giovane coppia sull'orlo della tragedia.